# Barbara Bush
Barbara Bush (de soltera, Pierce; Nueva York, 8 de junio de 1925-Houston, 17 de abril de 2018) fue la esposa del 41.er presidente de los Estados Unidos, George H. W. Bush —sirvió como primera dama de los Estados Unidos entre 1989 y 1993— y la madre del 43.er presidente de los Estados Unidos, George W. Bush.

## Biografía
Nacida en el Booth Memorial Hospital en Flushing, Queens, Nueva York, era la tercera hija de Pauline Robinson (1896-1949) y Marvin Pierce (1893-1969). Creció junto a sus hermanos Martha, James y Scott en la ciudad de Rye, Nueva York.
Era descendiente de Thomas Pierce Jr., quien llegó a Nueva Inglaterra en 1634 y uno de sus ancestro fue el 14.º presidente de los Estados Unidos, Franklin Pierce.
Barbara Pierce asistió a la Rye Country Day School entre 1931 y 1937 y fue alumna de la Ashley Hall School en Charleston, Carolina del Sur.
Con posterioridad a la guerra, se matriculó en la Universidad de Yale en donde fue miembro de la sociedad secreta estudiantil Skull & Bones.

### Matrimonio y familia

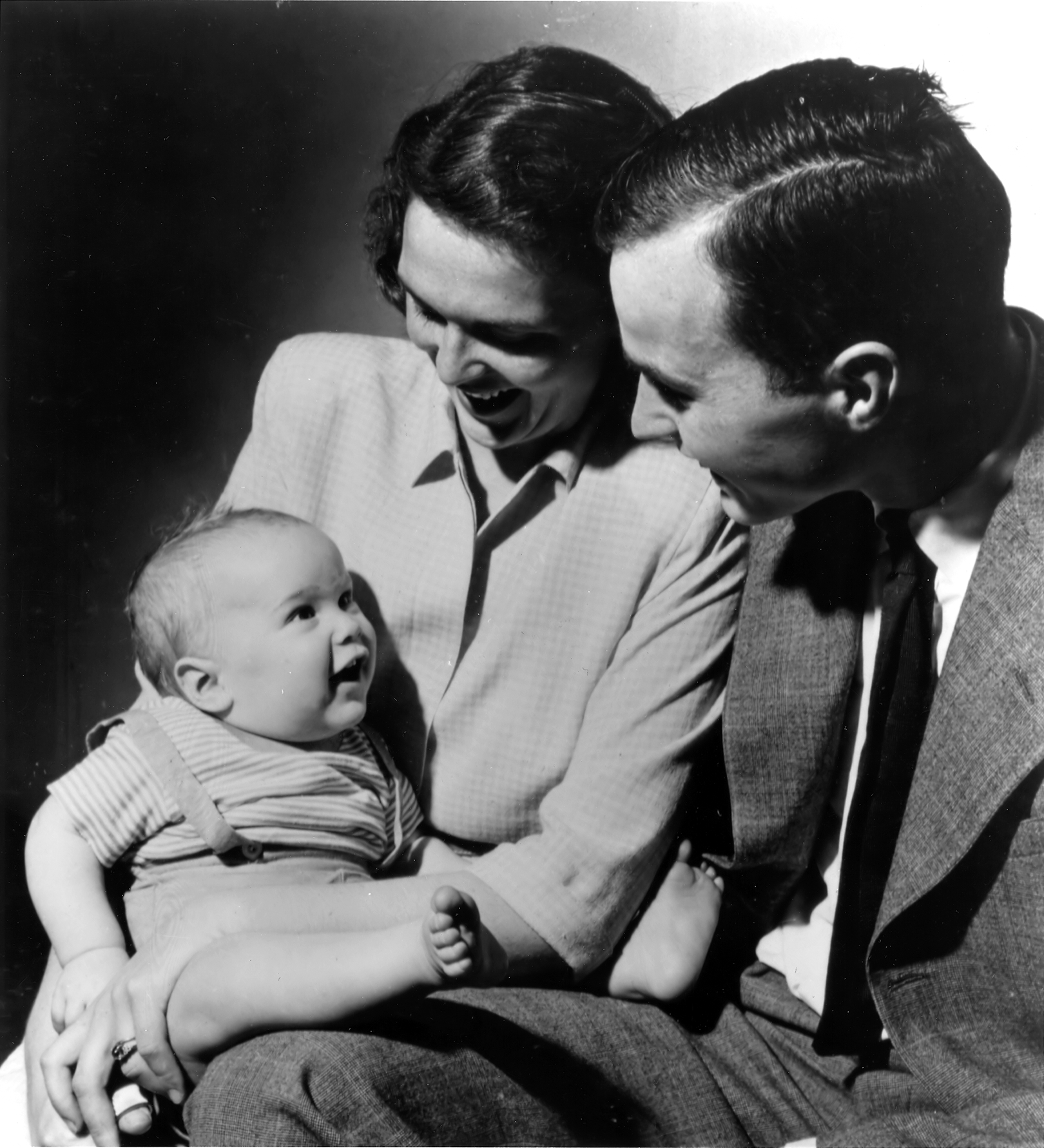
George W. Bush con sus padres George y Barbara Bush alrededor de 1947.

Con tan solo 16 años conoció a George Herbert Walker Bush cuando este era un estudiante de la Phillips Academy en Massachusetts. Después de un año y medio de noviazgo, se comprometieron antes de que él fuera a la Segunda Guerra Mundial como oficial de la Marina de los EE. UU.
Se casaron el 6 de enero de 1945, mientras Bush estaba de permiso como oficial naval en la Guerra del Pacífico durante la Segunda Guerra Mundial.
En los primeros años de matrimonio los Bush vivieron en Míchigan, Maryland y Virginia, debido a las misiones de George como oficial. Él y Barbara tuvieron seis hijos:
- George W. Bush (1946), 43.er presidente de los Estados Unidos desde 2001 hasta 2009.
- Pauline Robinson Bush (1949-1953) que falleció por una leucemia.
- Jeb Bush (1953), gobernador de Florida entre 1999 y 2007.
- Neil Bush (1955).
- Marvin Bush (1956).
- Dorothy Bush Koch (1959).

La familia Bush pronto se trasladó a Midland, Texas. Mientras George iniciaba su carrera política, Barbara se dedicó a la crianza de sus hijos.

### Primera dama de los Estados Unidos

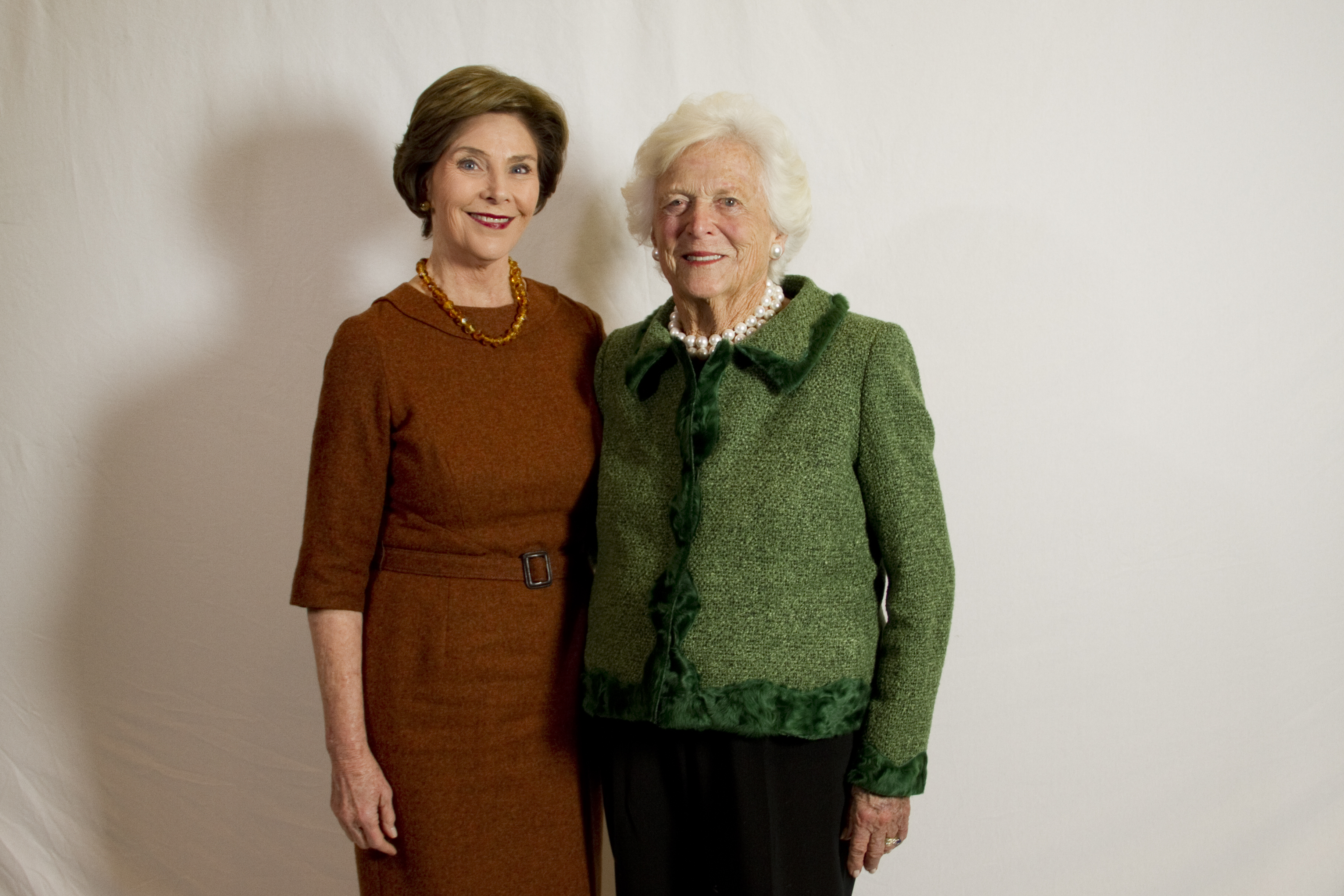
Laura Bush y Barbara Bush en 2012.

Como esposa del vicepresidente —y posteriormente presidente—, Barbara Bush apoyó y trabajó por la causa de la alfabetización universal, para lo cual fundó la Fundación Barbara Bush para la Alfabetización Familiar  mientras estaba en la Casa Blanca, y luego teniendo un rol activo en esta luego de que su marido dejase la presidencia.

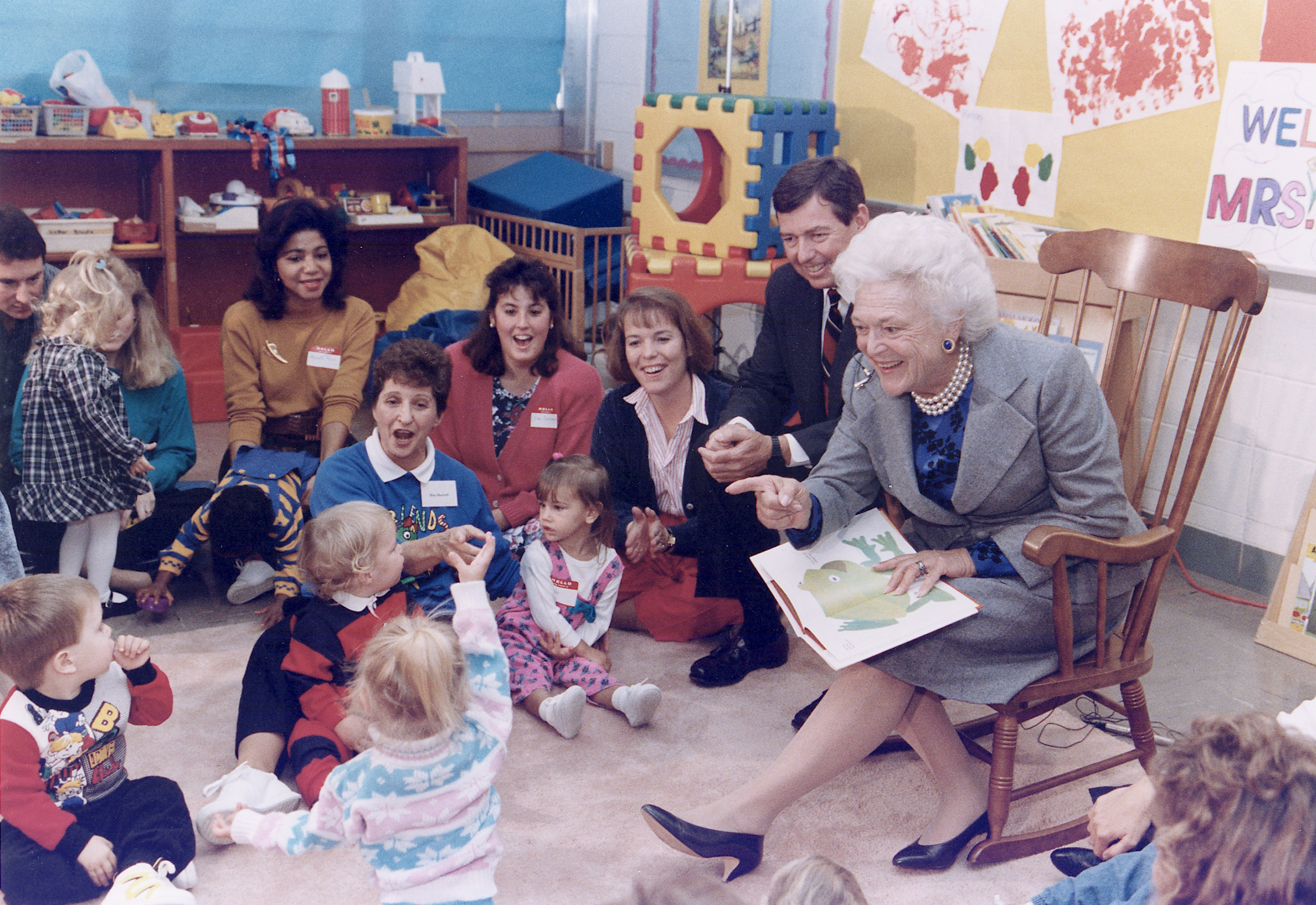
Con el gobernador de Misuri John Ashcroft en una reunión escolar en 1991.

Al igual que Abigail Adams, fue esposa y madre de presidentes de los Estados Unidos.
La alfabetización familiar fue la causa de Barbara como primera dama, y ella lo llamó "el problema más importante que tenemos", involucrándose con muchas organizaciones y comités de lectura. Continuó su dedicación a la eliminación del ciclo generacional de analfabetismo en los Estados Unidos al apoyar programas para que padres e hijos pequeños pudiesen aprender juntos. A principios de la década de 1980, después de que las estadísticas mostraran que los inmigrantes nacidos en el extranjero, principalmente en América Latina, casi se habían quintuplicado desde 1960, los números mostraron que 35 millones de adultos no podían leer por encima del octavo grado y que 23 millones no podían leer más allá de un nivel de cuarto grado. La Sra. Bush apareció en The Oprah Winfrey Show para discutir la situación y habló regularmente en Story Time de la Sra. Bush, un programa de radio nacional que enfatizaba la importancia de leer en voz alta a los niños. Dos de sus hijos, Jeb y Dorothy, son actualmente copresidentes de la Fundación Barbara Bush para la Alfabetización Familiar. Durante su vida, la Barbara permaneció activa en la fundación y se desempeñó como presidenta honoraria.
Ella estuvo activa en la Asociación Histórica de la Casa Blanca y trabajó para revitalizar el Fondo de Preservación de la Casa Blanca, que renombró como el Fideicomiso de Dotación de la Casa Blanca. Este fideicomiso se encarga de la recaudación de fondos para la renovación y restauración de la vivienda del presidente. Ella cumplió su objetivo de recaudar $ 25 millones para la donación. En general, el personal de la residencia de la Casa Blanca consideró que Barbara Bush era la más amable y la más tranquila de las primeras damas con las que trataban.
En marzo de 1989, la oficina de prensa de Bush informó que tenía la enfermedad de Graves, una dolencia tiroidea hiperactiva. En junio de ese año, el presidente Bush dijo que "a ella le está yendo bien y creo que sus médicos dirían lo mismo. Tiene la enfermedad de Graves bajo control". Esta situación de salud afectó casualmente a su marido, aunque es raro que dos personas biológicamente no relacionadas en el mismo hogar desarrollen la enfermedad de Graves en un lapso de dos años.

Visitando pacientes en el Hospital Infantil de Washington D. C. en 1990

Bush era conocida por el afecto que tenía hacia su perro, un inglés Springer Spaniel llamado Millie, y escribió un libro para niños sobre la nueva camada de cachorros de ella. Incluso la incluyó en su retrato oficial de la casa blanca pintado por Candace Whittemore Lovely. Barbara fue la primera primera dama de los Estados Unidos en recibir el fondo Henry G. Freeman Jr. Pin Money Fund, recibiendo $ 36.000, la mayoría de los cuales entregó a obras benéficas.
Ella se sorprendió todos los días por "cuánto habían cambiado las cosas" para ella y su esposo desde que se convirtieron en presidente y primera dama. En lugar de una limosina, Bush intentó usar un automóvil más pequeño y viajar en tren y en un avión comercial para realizar viajes fuera de la ciudad. Los jefes del servicio secreto de Bush se oponían parcialmente a sus deseos, y los agentes aceptaron el automóvil pequeño pero no aprobaron el vuelo comercial y el viaje en tren. En ese momento, el número de amenazas a la primera dama era más alto que el del vicepresidente, pero a pesar de eso ella todavía quería usar el transporte público sin importarle la oposición de los servicios de protección. Ella se molestó por el hecho de que sus vuelos se retrasarían mientras los agentes revisaran los aviones y el equipaje. El avión en el que viajó Bush recibió el apodo de "Estrella brillante".
Dio el discurso de graduación de la Universidad de Wellesley en 1990, siendo este catalogado como 45° en la lista de los 100 discursos del siglo XX de American Rhetoric.
Durante la campaña presidencial de 1992 de su esposo, Bush declaró que el aborto y la homosexualidad son asuntos personales y argumentó que el Partido Republicano no debería tomar una posición al respecto, diciendo que "las cosas personales deberían ser dejadas de lado, en mi opinión, plataformas y convenciones". Se desconoce su punto de vista personal sobre el aborto, aunque sus amigos informaron que en ese momento ella "apoyaba en privado el derecho al aborto". Sobre su punto de vista de este tema explicó: "Odio los abortos, pero no podría hacer esa elección por otra persona".

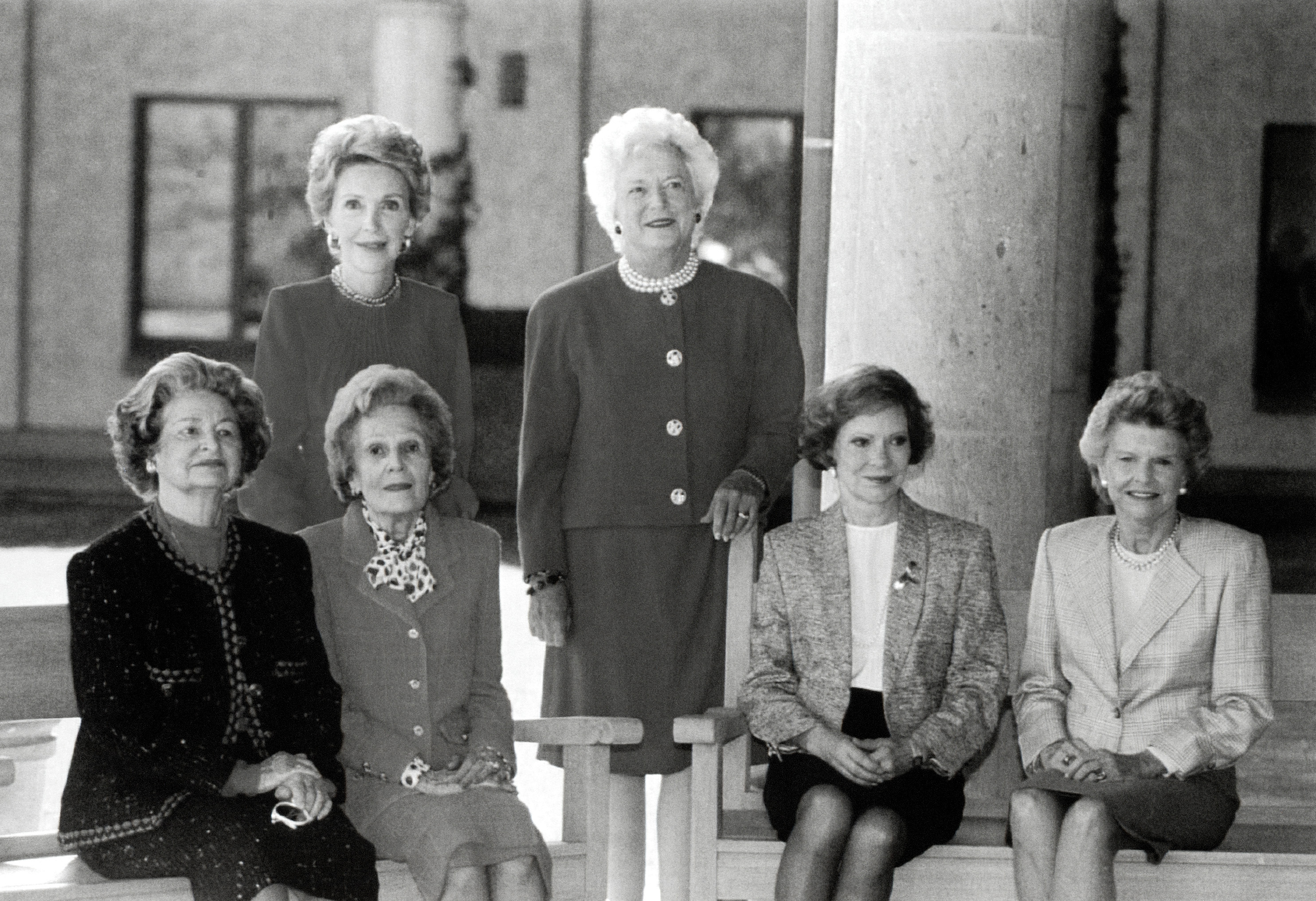
Las primeras damas Lady Bird Johnson, Pat Nixon, Nancy Reagan, Barbara Bush, Rosalynn Carter y Betty Ford en la dedicación de la Biblioteca y Museo Presidencial de Ronald Reagan en noviembre de 1991.

Bush era más popular que su predecesora inmediata Nancy Reagan y su sucesora Hillary Clinton porque cuidadosamente "evitó la controversia" y tomó muy pocas posiciones públicas sobre asuntos polémicos.

### Muerte
El 15 de abril de 2018 el portavoz de la familia Bush, Jim McGrath, anunció a través de la cuenta oficial de Twitter de la familia que Barbara Bush había tomado la decisión, después de consultar con su familia, de renunciar al tratamiento médico que mantenía. Ella murió en la noche del 17 de abril de 2018 en su casa de Houston, a los 92 años.
Siete meses y medio después, el 30 de noviembre de 2018, falleció su marido.

## Obras
- Millie's Book (1990)
- Barbara Bush: A Memoir (1994), autobiografía.

## Premios
- En 1995 recibió el Award for Greatest Public Service Benefiting the Disadvantaged, un premio dado anualmente por Jefferson Awards.
- En 1997 fue la ganadora del The Miss America Woman of Achievement Award por su trabajo en programas de alfabetización.